# Klasna borba
Klasna borba (njem. Klaseenkampf) pojam je koji označava sukob između društvenih staleža nastao zbog njihovih temeljnih nejednakosti. Najčešće se pojavljuje u kontekstu marksističke i socijalističke misli, gdje označava trajno sukobljavanje kapitalističke i radničke klase, kao i nekih drugih (poput seljačke i srednje klase).  Suvremenija uporaba ovim pojmom naznačuje razne ekonomske sukobe poput štrajkova i pregovora o plaći, ali i političke poput djelovanja sindikata i uzdržavanja države blagostanja.

## Teorija
Prema marksističkom stajalištu klasna borba je pojava koja se javlja već u samom početku oblikovanja ljudskog društva, uz nastanak klasa, kao izraz suprotnosti njihova ekonomskog položaja i društveno-političkog
interesa. Suprotnosti među društvenim klasama bitno su obilježje sveukupne čovječje povijesti i njena osnovna pokretačka sila. Marx i Engels su pokazali da je sva dosadašnja ljudska povijest, osim prvobitne zajednice, povijest klasnih borbi:
"Slobodni čovjek i rob, patricij i plebejac, baron i kmet, esnafski majstor i kalfa, ukratko - ugnjetač i ugnjeteni - stajali su jedan prema drugome u stalnoj suprotnosti, vodili neprekidnu, čas skrivenu čas otvorenu borbu koja se uvijek završavala revolucijskim preobražajem cijelog društva ili zajedničkom propašću klasa koje su se borile.
Iako je klasna borba jedan od osnovnih pojmova marksističke sociologije, sam Marx napominje da je ona poznata i građanskim teoretičarima; o njoj govore predstavnici engleske klasične političke ekonomije kao što su A. Smith, David Ricardo i preteče znanstvenog socijalizma Saint-Simon, Fourier, Morelly i drugi, a govore o njoj i francuski povjesničari iz doba Restauracije A. Thiery, F. Miguet i F. Guizot. Znanstveni smisao pojma klasne borbe, kako ga je definirao Marx, sastoji se u tome što je on dokazao da je postojanje klasa povezano samo s određenim povijesnim fazama razvitka proizvodnje, da klasna borba neminovno vodi diktaturi proletarijata te da ova čini samo prijelaz ka prestanku klasne borbe zahvaljujući ukidanju svih klasa i ustanovljenju besklasnog društva.
Klasna borba vodi se uvijek u prvom redu između dviju glavnih klasa nekog društva, ali u njoj, rukovodeći se svojim posebnim interesima, sudjeluju i sporedne klase. Budući da se često sukobljavaju i interesi različitih slojeva iste eksploatatorske klase, to se klasna borba između eksploatatora i eksploatiranih uvijek isprepleće s borbom između različitih slojeva i frakcija same eksploatatorske klase. Iako je njen korijen prije svega u suprotnosti ekonomskih interesa, ona se odvija na svim područjima društvenog života od ekonomije i politike do ideologije i kulture, poprimajući mnoštvo najrazličitijih oblika. Zato je otkrivanje specifičnosti klasne borbe u društvu nužna pretpostavka za objašnjenje svih važnijih pojava u tom društvu. Osnovni oblici klasne borbe i njihov uzajamni odnos mijenjaju se od jedne društveno-ekonomske formacije do druge. Tako radničkoj klasi u njenoj borbi protiv buržoazije stoji na raspolaganju mnogo veće obilje različitih oblika borbi nego što je stajalo na raspolaganju kmetovima i robovima. Kako su robovi i kmetovi bili politički bespravni, to je jedini oblik političke borbe za njih mogao biti oružani ustanak. Radnička klasa, osvajajući postupno jedno političko pravo za drugim, može kombinirati različite oblike mirne i oružane borbe. U programu bivšeg SKJ stajalo je primjerice:
"Radnička se klasa kao rukovodeća društvena snaga probija naprijed u oštrim revolucionarnim i antiimperijalističkim sukobima, kao i u parlamentarnim i drugim, relativno mirnim oblicima borbe."
Ovakva radnička klasa također razvija najraznovrsnije oblike ekonomske i ideološke borbe, za koje su izrabljivane klase ranijih društava bile nesposobne. Ishod klasne borbe zavisi u prvom redu od prirode i uzajamnog odnosa klasa koje se bore. Borba između robovlasnika i robova morala je dovesti do propasti obiju klasa, jer ni robovlasnici ni robovi nisu mogli postati nosioci izgradnje nove, više društvene organizacije rada. Kmetovi također nisu bili kadri izgraditi novu društvenoekonomsku formaciju koja bi zamijenila feudalizam; tu je ulogu morala preuzeti nova eksploatatorska klasa, buržoazija. Za razliku od robova i kmetova, prema marksističkom shvaćanju, proletarijat je takva izrabljivana klasa koja može ne samo srušiti kapitalističko, eksploatatorsko društvo nego i izgraditi novi, viši tip društvene organizacije rada, u kojem će konačno nestati sve klase i klasne razlike, pa i proletarijat kao proletarijat. Da bi mogla ostvariti ovu svoju povijesnu misiju, radnička klasa je prije svega trebala osvojiti političku vlast u državi i uspostaviti diktaturu proletarijata. Zato su ovom osnovnom cilju osvajanju političke vlasti i uspostavljanju diktature proletarijata bili podređeni svi oblici klasne borbe proletarijata u kapitalizmu. Putovi do tog cilja mogu biti vrlo različiti, a i oblici diktature proletarijata mogu biti u različitim zemljama najrazličitiji. Prema bivšem Programu SKJ neposrednu rukovodeću ulogu u ostvarivanju klasne borbe imala je radnička klasa proletarijata. Klasno-politička bit narodne vlasti u bivšoj SFRJ teoretski je bila upravo diktatura proletarijata, to jest vlast specifičnog saveza radničke klase, kao rukovodeće društvene snage, s ostalim radnicima. 
Prema današnjim gledištima klasna borba je potpuno nestala iz ozbiljne teorijske rasprave čime je u potpunosti potisnuta na marginu.
Kritika sustava klasne borbe kaže kako je 
"u socijalizmu postojala klasna borba. Primarno proturječje su i u samoupravljanju ostali odnosi između rada i (društvenog) kapitala. Primarni aspekt klasne borbe odigravao se između birokracije i tehnokracije koje su formirale vladajuću klasu, dok su radnici bili sekundarni aspekt tog proturječja”.